# Robert Barta
Robert Barta (* 25. Mai 1975 in Prag) ist ein tschechischer Objekt- und Installationskünstler.

## Leben und Werk
Barta studierte von 1998 bis 2005 an der Kunstakademie München und von 2002 bis 2003 am San Francisco Art Institute. 2002 bis 2004 erhielt er ein Stipendium vom Cusanuswerk Bonn. Eine weitere Förderung wurde ihm 2004 von der Steiner-Stiftung München zuteil. 2006 war er einer von drei jungen Künstlern, die für die jurierte Debütanten-Ausstellung der BBK München ausgewählt wurden. 2007 fand seine erste Ausstellung in Berlin statt. Er erhielt zahlreiche Einladungen zu kuratierten Ausstellungen vorwiegend in Deutschland. Für die Rohkunstbau XVI. in Potsdam kreierte er eine Tür, hinter der ein Klopfgeräusch zu hören war, so als ob jemand eingesperrt wäre. Als dritter von fünf Künstlern des Projekts „Reality looks back on me“ für Künstler im Alter zwischen 30 und 45 Jahren stellte er 2010 im Museum Pfalzgalerie Kaiserslautern aus. Dabei wurden Arbeiten ausgewählt, die sich mit Feedback-Phänomenen befassen.
Robert Bartas Werk irritiert. Anfangs banal wirkende Objekte erweisen sich beim näheren Hinsehen als absurd oder enthalten zumindest eine verblüffende Wendung. Zusammenhänge werden verkehrt, Größenbeziehungen vertauscht. Dieser Eindruck wird zudem durch die Bildtitel verstärkt. Eines seiner Werke Mal besteht – in Anlehnung an Duchamps Fontäne – aus einem Urinal. Bartas Fontäne pinkelt zurück und trägt den Titel „Don't piss on your legs“. In seiner ersten Ausstellung in Berlin in der Galerie Mertens im Jahr 2007 zeigte Barta Jeans, die im Rahmen an der Wand hängen und deren Hosentaschen falsch herum aufgenäht sind. Der Titel dieses Werkes ist „never lost anything“.
Marc Wellmann schreibt im Ausstellungskatalog Romantische Maschinen. Kinetische Kunst der Gegenwart über den Künstler: „Die Arbeiten des 1975 in Prag geborenen und in San Francisco und München ausgebildeten Künstlers Robert Barta irritieren auf virtuose Weise die (vermeintlichen) Gewissheiten des alltäglichen Lebens. Das beginnt schon mit der Sprache, die wir gemeinhin als praktikables Medium zur reibungslosen Übermittlung von Informationen ansehen.“
Barta lebt in München und Berlin.

## Einzelausstellungen
- 2019: Do holes fall? with Brad Downey, Entrance Gallery, Prag[4]
- 2017: Kiosk, Galerie Rutger Brandt, Amsterdam[5]
- 2016: He is back but far away, Tacho Kreuzberg, Berlin[6]
- 2015: One day I will grow up, Galerie Proluka, Prag[7]
- 2014: Miami Vice, mit Frederik Foert, Städtische Galerie Kiel, Katalog
- 2012: Limits of Control, 20qm Galerie, Berlin
- 2010: Why ants can't dance, Furiniartecontemporanea Galerie, Rom, Arezzo
- 2010: Schiesserei im Solarium, KWADRAT Berlin[8]
- 2010: Museum Pfalzgalerie Kaiserslautern, Kaiserslautern[9]
- 2009: Breathing under Water, Gallery Cueto Project, New York City
- 2007: Galerie Martin Mertens, Berlin[10]
- 2007: Deutsche Bundesbank Kunstsammlung, Frankfurt[11]

## Beteiligungen
- 2020: Good Vibrations, Galerie Sebastian Fath Contemporary, Mannheim[12]
- 2019: Regular Insanity, Akbanksanat Sammlung, Istanbul, Katalog
- 2019: Der Funke Gottes, Diözesanmuseum Bamberg, Katalog[13]
- 2019: Haltung und Fall, Museum Marta Herford, Herford, Katalog[14]
- 2018: November – Versuch über eine Revolution, Haus am Lützowplatz, Berlin
- 2018: 100 Years, Lisser Art Museum, Lisse, Niederlande
- 2018: Sea of Desire, Fondation Carmignac Collection, Porquerolles, Frankreich
- 2018: Never Ending Stories, Kunstmuseum Wolfsburg, Katalog
- 2017: Art Souterrain, Public Art Exhibition, Montréal
- 2015: Die Sammlung Haus N, Herbert Gerisch-Stiftung, Neumünster[15]
- 2014: Icastica, Städtisches Museum, Arezzo
- 2013: The Causes of Things, Centrale for Contemporary Art, Brüssel, Katalog[16]
- 2011: SCULPT-O-MANIA. Neue Skulptur aus Deutschland. Stadtgalerie Kiel, Katalog
- 2010: Blickwechsel, „Projekt Deposit“. Skulptur im öffentlichen Raum in Zusammenarbeit mit dem Stadtmuseum Beckum[17][18]
- 2009: XVI. Rohkunstbau, Schloss Marquardt, Potsdam[19]
- 2009: SCULPT-O-MANIA. Neue Skulptur aus Deutschland. Stadtgalerie Kiel, Katalog
- 2009: Romantische Maschinen – Kinetische Kunst der Gegenwart, Kurator Marc Wellmann. Georg-Kolbe-Museum, Berlin[20], Katalog
- 2009: SCULPT-O-MANIA. Neue Skulptur aus Deutschland. Stadtgalerie Kiel
- 2007: gross domestic product, Städtische Galerie der Stadt, Prag[21]
- 2006: Ausstellung Galerie Rüdiger Schöttle, München
- 2006: Lieber Friedrich Kunstverein Kassel, Katalog

## Stipendien und Auszeichnungen
- 2002 bis 2004 Cusanuswerk Bonn, Stipendium
- Scholarship 2004 Steiner-Stiftung München, Project Space-Camp
- 2006 Jurierte Debutanten-Ausstellung der BBK München[22]
- 2013 Otto-Dix-Kunstpreis, Städtische Kunstsammlung Gera (2. Platz)
- 2020 Stiftung Kunstfonds, Bonn

## Werke in Öffentlichen Sammlungen
- Columbus Art Foundation, Leipzig
- Columbus Art Foundation, Ravensburg[23]
- CNAP, Centre National der arts plastiques[24]
- Kunstsammlung Deutsche Bundesbank, Frankfurt am Main